# Дедал
Деда́л (др.-греч. Δαίδαλος, лат. Daedalus) — персонаж древнегреческой мифологии, выдающийся художник и инженер, считался изобретателем разных инструментов, а также строителем Кносского лабиринта на острове Крит. Дедал упоминался в микенских текстах: da-da-re-jo-de («для святилища Дедала»).
Упомянут в «Илиаде» Гомера. Действующее лицо сатировской драмы Софокла «Дедал», где изображалось его состязание с Талом, трагедии того же автора «Камикийцы», комедии «Дедал» Аристофана и других комедий.

## В мифологии
Дедал происходил из афинского рода Метионидов. Сын Эвпалама и Меропы, дочери Эрехтея; либо сын Метиона и Ифинои; у Диодора, ошибочно — сын Метиона, внук Эвпалама. По версии Павсания — сын Паламаона.
Научился мастерству у Афины. По одной из легенд, Дедал совершил преступление, продиктованное его самолюбием. Когда его ученик и племянник Талос тоже проявил талант изобретателя, Дедал, считавший себя лучшим, решил погубить потенциального соперника. Он завёл Талоса на горную кручу и коварно столкнул вниз, однако Афина не дала юноше погибнуть и превратила Талоса в куропатку.
Афинский ареопаг признал Дедала виновным в убийстве, и тот был вынужден бежать из Афин.
Царь Минос дал мастеру приют на Крите и взамен долго пользовался его бесценными услугами. На Крите он сделал статуи Миноса и его дочерей. Изготовил для Пасифаи, жены Миноса, царя Крита, деревянную корову на колёсах, выдолбил её изнутри, обшил свежесодранной шкурой и выставил на луг. Пасифая скрывалась в корове, чтобы тайно удовлетворять свою страсть к быку. Дедал создал Критский лабиринт по образцу египетского. В построенном им лабиринте обитал рождённый Пасифаей Минотавр.
Когда Тесей бежал, Минос запер Дедала и Икара в лабиринте. По другой версии, когда Тесей убил Минотавра, он вернул Дедала на родину. Жизнь в плену стала тяготить Дедала, и он решил бежать вместе с сыном Икаром, который родился от рабыни Миноса, Навкраты. По рационализирующей версии, Дедал отплыл с Крита при посредстве Пасифаи.
Дедал создал искусственные крылья, улетел на них и спасся от преследований критского царя Миноса. Его сын Икар погиб во время полёта, неосторожно приблизившись к солнцу, растопившему воск, скреплявший перья крыльев.
Дедал бежал и прибыл в сицилийский Камик (либо город Иник). По иной версии, он прилетел в Кумы, посвятил крылья Аполлону и воздвиг его храм в Кумах. Критский царь, не смирившись с потерей Дедала, разослал гонцов, возвещавших: «Кто сумеет продеть сквозь морскую раковину нитку, да так, чтобы вошла она в один конец, прошла все извилины и вышла в другой, будет щедро награждён великим Миносом!» Он понимал, что только Дедал мог взяться за подобное дело. Кокал (царь, спрятавший Дедала) захотел получить обещанную награду; Дедал был ему благодарен за оказанное гостеприимство и научил, как выполнить задание (надо было привязать нитку к муравью и запустить его в раковину. Муравей, обегая все стенки раковины, находит выход, а за ним тянется нить). Кокал думал, что в его руках окажется щедрая награда, но получил только слова: «Немедленно выдай мне беглеца Дедала — точно знаю я, что прячется он у тебя». Кокал испугался грозного Критского царя, но не захотел расставаться с Дедалом. Тогда он пригласил к себе Миноса, зазвал гостя в баню, и дочери Кокала обварили Критского царя кипятком.
Дедал, приглашённый Иолаем на Сардинию, воздвиг там множество сооружений. По одной версии, он женился на Гортине, родившую ему сыновей Скиллида и Дипойна. По другой версии, Скиллид и Дипойн были учениками Дедала. По некоторым данным, его учеником был Клеарх из Регия (VI век до н. э.). Скульпторов, называемых учениками Дедала, сейчас относят к VII—VI векам до н. э.

## Творения Дедала, известные в древности
- Складное кресло в храме Афины Полиады в Афинах[30].
- Деревянное изображение нагого Геракла в Коринфе[31].
- Изготовил точное изображение Геракла, но Геракл разбил его[32]. Оно стояло на границе Мессении и Аркадии[33].
- Статуя из города сиканов Омфаки, позже перевезённая в Гелу Антифемом[34]. Исчезла[35].
- Деревянное изображение Геракла в храме в Фивах[36].
- Статуя Трофония в его пещере[37].
- Статуя Бритомартиды в Олунте и Афины в Кносе[38].
- Статуя, посвящённая аргивянам в храме Геры. Исчезла[35].
- Статуя Афродиты на Делосе, которую Дедал дал Ариадне[39]. Согласно Еврипиду, казалось, что его статуи движутся[40]
- Лабиринт на острове Крит.

## Влияние и память
Философия
Сократ называл себя потомком Дедала, подразумевая, что его отец является мастером по камню, то есть, в переносном смысле — потомком Дедала.
Спорт
Попытки воспроизвести полёт с использованием искусственных крыльев предпринимались неоднократно. Одним из первых известных экспериментов была попытка итальянского математика Перуджино перелететь Тразименское озеро в конце XV века (он упал и сломал себе ногу). В 1890е годы крылья разрабатывал немецкий инженер Отто Лилиенталь (погибший 24 апреля 1896 года во время выполнения одного из испытательных полётов). В 1930 году складные крылья из парусины на каркасе из бамбука начал разрабатывать житель Праги Франтишек Маковичка; после многолетних тренировок для развития физической силы и выносливости он сумел перелететь через городскую улицу, однако на доработку и усовершенствование конструкции у него ушло почти сорок лет (в итоге, на изобретение был выдан патент, но безопасно использовать такие крылья способен только очень хорошо подготовленный атлет). Одной из самых успешных попыток стал эксперимент 1976 года — американец Рамиро Жако сделал 23-футовые крылья из пластинок прессованного бальсового дерева (применявшихся для изготовления дельтапланов) на каркасе из полых алюминиевых трубок. После прыжка с обрыва он сумел успешно приземлиться, пролетев 100 метров (однако следует учесть, что этот «полёт» проходил в благоприятных метеоусловиях с учётом воздушных потоков и по сути представлял собой планирование по нисходящей траектории).
23 апреля 1988 года греческий велосипедист-спортсмен Канеллос Канеллопулос совершил перелёт на мускулолёте по маршруту Дедала с острова Крит на материк. Мускулолёт с каркасом из трубок из углеродного волокна и размахом крыльев 34,75 м в честь легендарного изобретателя был назван Daedalus 88.
Литература
Образ Дедала широко использовался в литературе. Этот герой стал центральным персонажем пьес Софокла и Аристофана. Никола Ретиф де ла Бретонн в 1781 году опубликовал роман о летающем человеке, назвав его «Южное открытие, произведённое летающим человеком, или Французский Дедал». В своём дебютном фантастическом рассказе «Икар и Дедал» (1958) Генрих Альтов пересказал миф о Дедале и Икаре, но представил их как людей далёкого будущего, совершивших на космическом корабле из «нейтрита» первый в истории пролёт сквозь Солнце (отважный, но безрассудный капитан Икар и умнейший учёный и инженер Дедал). Кроме того, мифы о Дедале стали основой произведений множества других писателей — например, Михаила Герчика («Лети, Икар!», 1959), Льва Куклина («Крылья», 1990), Кира Булычёва («Опасные сказки», 1997), Алексея Гравицкого («Дедал и Икар», 2000), Генри Лайона Олди («Бык из машины», 2017), Алексея Рябинина («Тесей», 2018), Серхио Перейры («Икар, или Операция прикрытия», 2019) и других.

#### Кино
В сериале «Марс» первый космический корабль для путешествия на Красную планету носит имя «Дедал».
Астрономия и космонавтика
В 1970 году Международный астрономический союз присвоил имя Дедала кратеру на обратной стороне Луны. В 1971 году был открыт астероид аполлоновой группы, который получил название (1864) Дедал. Также имя «Дедал» получил первый проект межзвёздного космического аппарата, доведённый до уровня реальных расчётов и чертежей.